# Nero di seppia

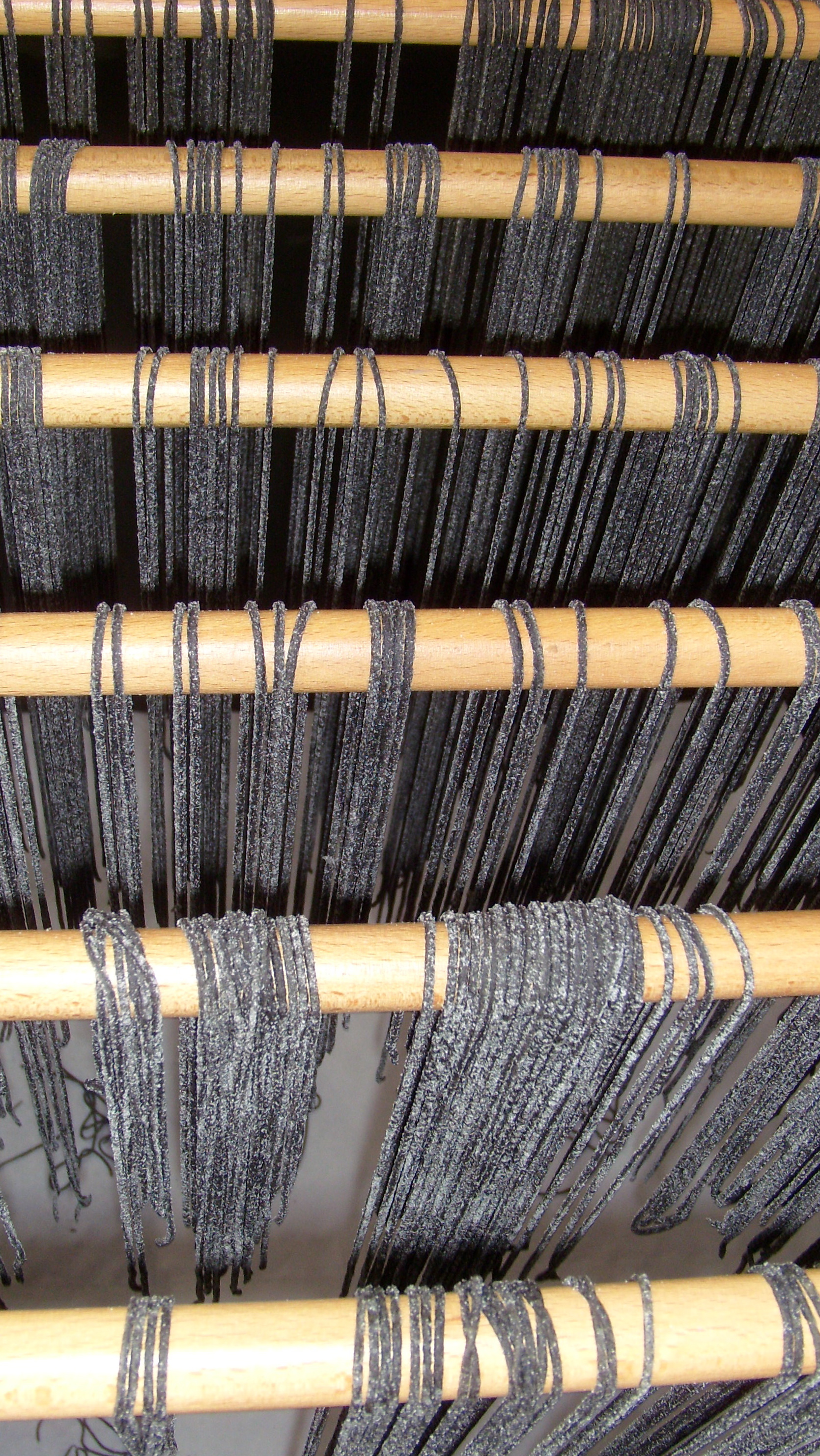
Pasta al nero di seppia.

Il nero di seppia è il liquido scuro secreto dalle seppie; per estensione si può intendere il liquido secreto dalle ghiandole di altri cefalopodi (polpo, calamaro, totano).

## Descrizione
Esso è prodotto dalla ghiandola del nero e raccolto in una apposita sacca situata fra le branchie (detta tasca del nero); viene disperso con l'ausilio d'un getto d'acqua emesso dal sifone. Il colore scuro è dovuto al suo costituente principale, la melanina. Ciascuna specie di cefalopodi produce inchiostri di colore leggermente diverso; in genere, i polpi secernono inchiostro nero, mentre quello di calamari e totani è blu scuro e quello delle seppie è marrone (color seppia).

## Caratteristiche
Ricavato dal liquido che si ritrova nella sacca dell'inchiostro delle seppie, una volta estratto va poi conservato in ambiente refrigerato.
L'inchiostro di questo cefalopode contiene diverse sostanze chimiche in differenti concentrazioni, anche a seconda della specie. Comunque, i suoi componenti principali sono melanina e muco. Può contenere anche, tra le altre cose, tirosinasi, dopamina e L-DOPA, e piccole quantità di amminoacidi, tra i quali taurina, acido aspartico, acido glutammico, alanina e lisina.

## Uso culinario

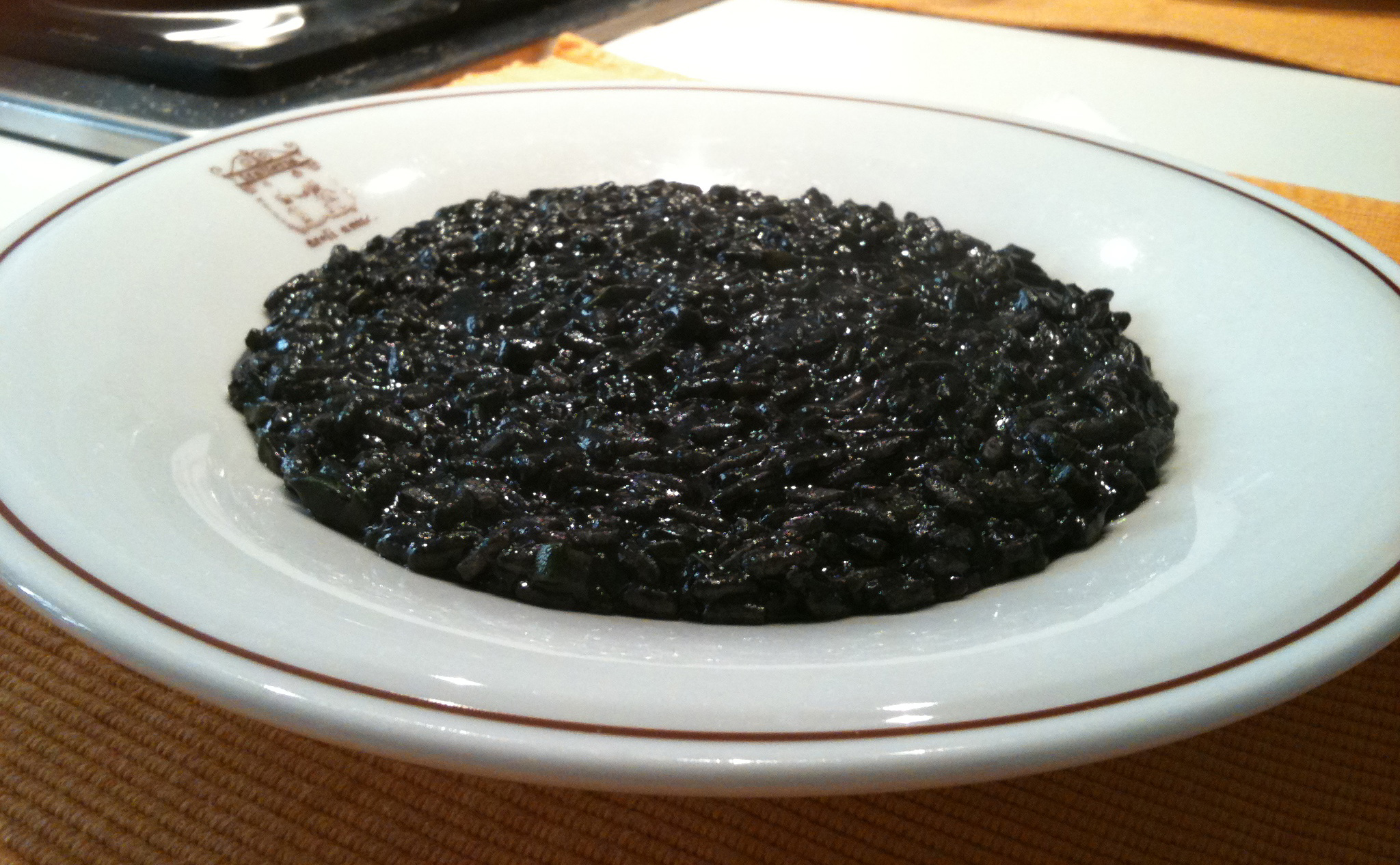
Risotto al nero di seppia.

In passato lo si usava come inchiostro, oggi è perlopiù usato in cucina. Si usa prettamente come colorante naturale o come condimento: nella cucina italiana è adoperato prevalentemente per i primi piatti a base di pasta, in particolare nella pasta al nero di seppia nella cucina siciliana, e per il risotto al nero di seppia nelle cucine veneziana e toscana. Quest'ultimo piatto è tipico anche delle cucine  catalana (arros negre) e croata (crni rižot). Nella cucina spagnola sono presenti anche i calamares en su tinta, ovvero calamari cucinati nel loro nero